# 線紋環盤魚
線紋環盤魚（學名：Diademichthys lineatus），為輻鰭魚綱喉盤魚目喉盤魚科的其中一種。

## 分布
本魚分布於西印度西太平洋區，包括波斯灣、模里西斯、臺灣、日本、印尼、柬埔寨、菲律賓、巴布亞紐幾內亞、泰國、越南、澳洲、新喀里多尼亞等海域，深度3至20公尺。

## 特徵
本魚體延長，略呈圓柱形，頭部極為尖細，體無鱗片，腹鰭特化為吸盤狀，雌魚比雄魚吻更突出，眼大，體呈紅褐色，具有3條淡黃色的縱紋，一條位於身體頂部，另外兩條位於身體兩側的中軸上。尾鰭中央有一個黃色斑點，吻部也可能略帶黃色，背鰭軟條13-15枚、臀鰭軟條12-14枚，體長可達5公分。

## 生態
本魚棲息在熱帶海域，常隱藏在珊瑚叢或海膽當中，以求保護，屬肉食性，主要以珊瑚中的穴居雙殼貝類、海膽的管足、共生蝦的卵為食。這種魚的兩性異形是由於雄魚和雌魚的飲食差異造成，成年雌魚的吻部更長。成年雌魚比成年雄魚更常吃小型雙殼貝類和蝦卵，而成年雄魚則更常吃海膽管足。

## 經濟利用
為觀賞魚。